# Погсон, Норман Роберт
Норман Роберт Погсон (англ. Norman Robert Pogson, 23 марта 1829, Ноттингем — 23 июня 1891) — английский астроном.
| Открытые астероиды: 8 | Открытые астероиды: 8 |
| --------------------- | --------------------- |
| (42) Изида            | 23 мая 1856           |
| (43) Ариадна          | 15 апреля 1857        |
| (46) Гестия           | 16 августа 1857       |
| (67) Асия             | 17 апреля 1861        |
| (80) Сапфо            | 2 мая 1864            |
| (87) Сильвия          | 16 мая 1866           |
| (107) Камилла         | 17 ноября 1868        |
| (245) Вера            | 6 февраля 1885        |

В возрасте 18 лет вычислил орбиты двух комет. С 1850 по 1851 года работал в обсерватории Бишопа. В 1851 стал научным сотрудником обсерватории Редклифф в Оксфорде, Англия. В 1860 переехал в Мадрас, Индия, где занял должность государственного астронома. В Мадрасской обсерватории издал каталог 11 015 звёзд. Также открыл там пять астероидов и шесть переменных звёзд.
Особенно отмечен за своё наблюдение о том, что в системе видимых звёздных величин, введённой греческим астрономом Гиппархом, звёзды первой величины примерно в сто раз ярче, чем звёзды шестой величины. В 1856 году он предложил взять такое положение за стандарт, чтобы каждое уменьшение звёздной величины представляло уменьшение в яркости равное корню пятой степени из 100 (или около 2,512). Отношение Погсона стало стандартным методом оценки звёздной величины.
Отношение яркости представлено следующей формулой:
{\displaystyle m_{2}-m_{1}=-2.5\log _{10}(E_{2}/E_{1})}
где m — видимая звёздная величина, а E — освещенность от звёзд 1 и 2.
В 1868 и 1871 Погсон участвовал в индийских экспедициях по наблюдению солнечного затмения.
Всего за карьеру Погсон открыл восемь астероидов и 21 переменную звезду. Он возглавлял Мадрасскую обсерваторию на протяжении 30 лет, вплоть до смерти.
Дочь Нормана Погсона, Айзис Погсон, ассистировала отцу в работе и стала впоследствии членом Королевского астрономического общества.

## Память
- Астероид (1830) Погсон.
- Кратер Погсон на Луне.